# Viburnum albopedunculatum
Viburnum albopedunculatum är en desmeknoppsväxtart som beskrevs av A. Gilli. Viburnum albopedunculatum ingår i släktet olvonsläktet, och familjen desmeknoppsväxter. Inga underarter finns listade i Catalogue of Life.